# Airyantha
Airyantha je manji rod drveća i grmova iz tropskih krajeva Afrike i jugoistočne Azije (Borneo i Filipini), tradicionalno uključivan u tribus Sophoreae , a danas u Baphiae, porodica mahunarki.
Postoje dvije vrste. Rod je opisan u Kew Bulletin 22(3): 375–376. 1968.

## Vrste
1. Airyantha borneensis (Oliv.) Brummitt
2. Airyantha schweinfurthii (Taub.) Brummitt